# Võru
Võru (em võro: Võro, em alemão: Werro) é um município urbano da Estônia, que ocupa uma área de 13,2 km² do planalto de Haanja, no sudeste do país. Segundo estimativas para 2007 ele possui uma população de 14.522 habitantes . É a capital da região de Võru e a sede do município rural de Võru. Em Võru muitos falam o dialeto do sudeste da Estônia (Língua võro). Entre seus principais eventos culturais estão o Festival de Música Folclórica, realizado anualmente no mês de julho, bem como os concertos realizados às margens do lago Tamula.

## Geografia
Võru é uma rota ferroviária importante entre as cidades de São Petersburgo, Pskov, Riga e ligação rodoviária com Tallinn, Tartu e Luhamaa. Além de ser um local estratégico para o comércio da Estônia com seus vizinhos russos e letões, por estar situada a apenas vinte quilômetros da fronteira com esses dois países.
A população total estimada da região de Võru é de 38 271 habitantes, com 14.522 dessas pessoas morando na cidade de Võru.
Há 200 lagos ao redor do município urbano de Võru, estando três deles localizados dentro da própria cidade. O mais próximo da parte central da cidade é o Tamula e ele é também um dos símbolos de Võru. Próximo a ele encontra-se o lago Vagula, mais adiante, na direção de Väimela, há mais três lagos e ainda outros três na direção de Kose.

## História
Võru foi fundada em 21 de agosto de 1784, de acordo com o desejo da imperatriz Catarina II da Rússia, e sob ordens diretas do governador geral de Riga.
As igrejas luterana (1793) e ortodoxa (1804), ambas dedicadas a Catarina II, pertencem aos anos primeiros anos de fundação da cidade.
Desde há mais de 200 anos Võru tem sido o centro da administração, cultura, desportos, serviços e comércio local. No início, a força motriz da cidade era de cidadãos de ascendência alemã. Os estonianos começaram a assumir o poder quando em 1902 foram eleitos os primeiros nacionais para o Conselho Municipal, Adam Tiganik e Johan Lauri.

## Cultura, Educação e Desporto
Võru é o centro educacional, cultural e de desporte do condado de Võru. Seu habitante mais famoso foi Friedrich Reinhold Kreutzwald, que viveu e trabalhou na cidade como médico municipal nos anos de 1833-1877. Em Võru ele compilou também a epopeia nacional estoniana Kalevipoeg, um dos textos mais essenciais da cultura e língua estoniana. A casa que pertenceu a Kreutzwald foi transformada em museu em sua homenagem. No antigo parque da cidade, às margens do lago Tamula, há uma estátua de Kreutzwald.
As pessoas de Võru apreciam cantar, dançar e tocar instrumentos musicais. Para preservar suas tradições é realizado na cidade anualmente, no mês de julho, o Festival Internacional do Folclore.
O evento desportivo mais importante, o Võru Roller, acontece no verão e reúne desportistas da Estônia e do exterior.

## Turismo
Alguns pontos turísticos de Võru:
- A estátua de Friedrich Reinhold Kreutzwald, considerado o pai da literatura nacional da Estônia, pelo escultor estoniano Amandus Adamson;
- O Museu Friedrich Reinhold Kreutzwald (fundado em 1941);
- O Võrumaa Muuseum – reúne objetos da história do condado de Võru desde a Idade da Pedra até a Moderna;
- Võru Instituut dedicado à preservação e promoção da língua e cultura võro,
- As igrejas luterana (1793) e apostólica ortodoxa (1804), ambas dedicadas a Catarina II.

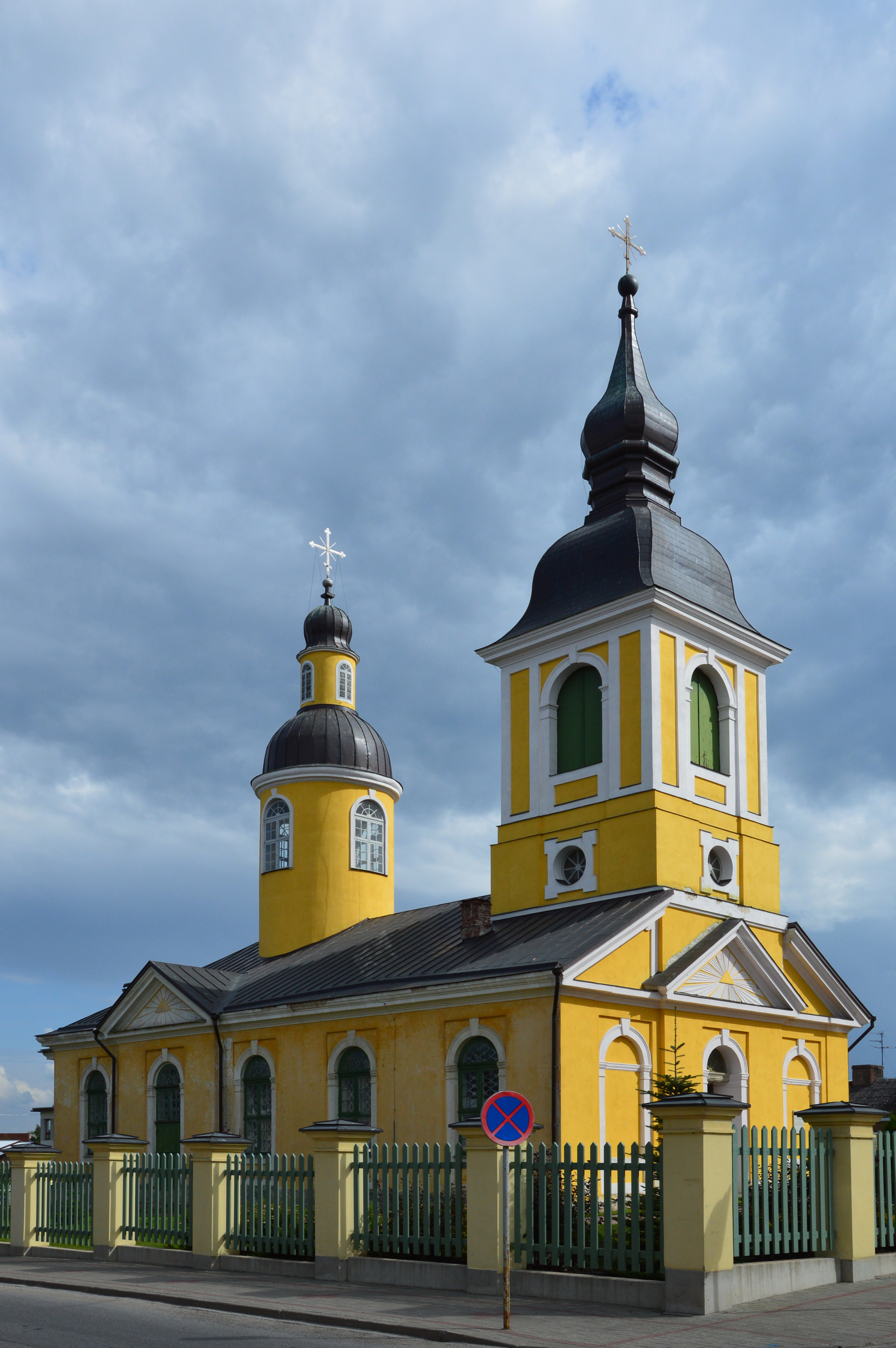
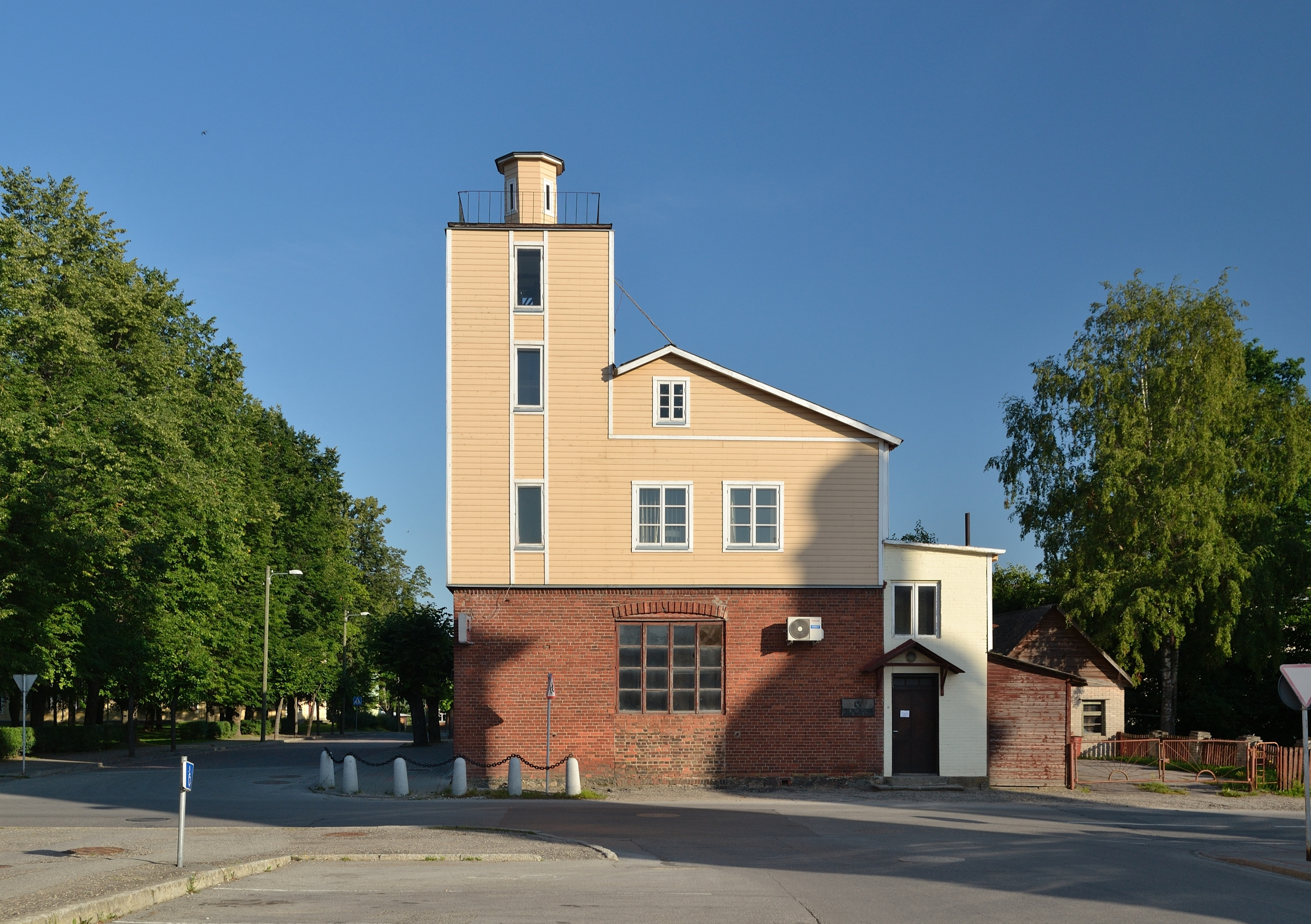
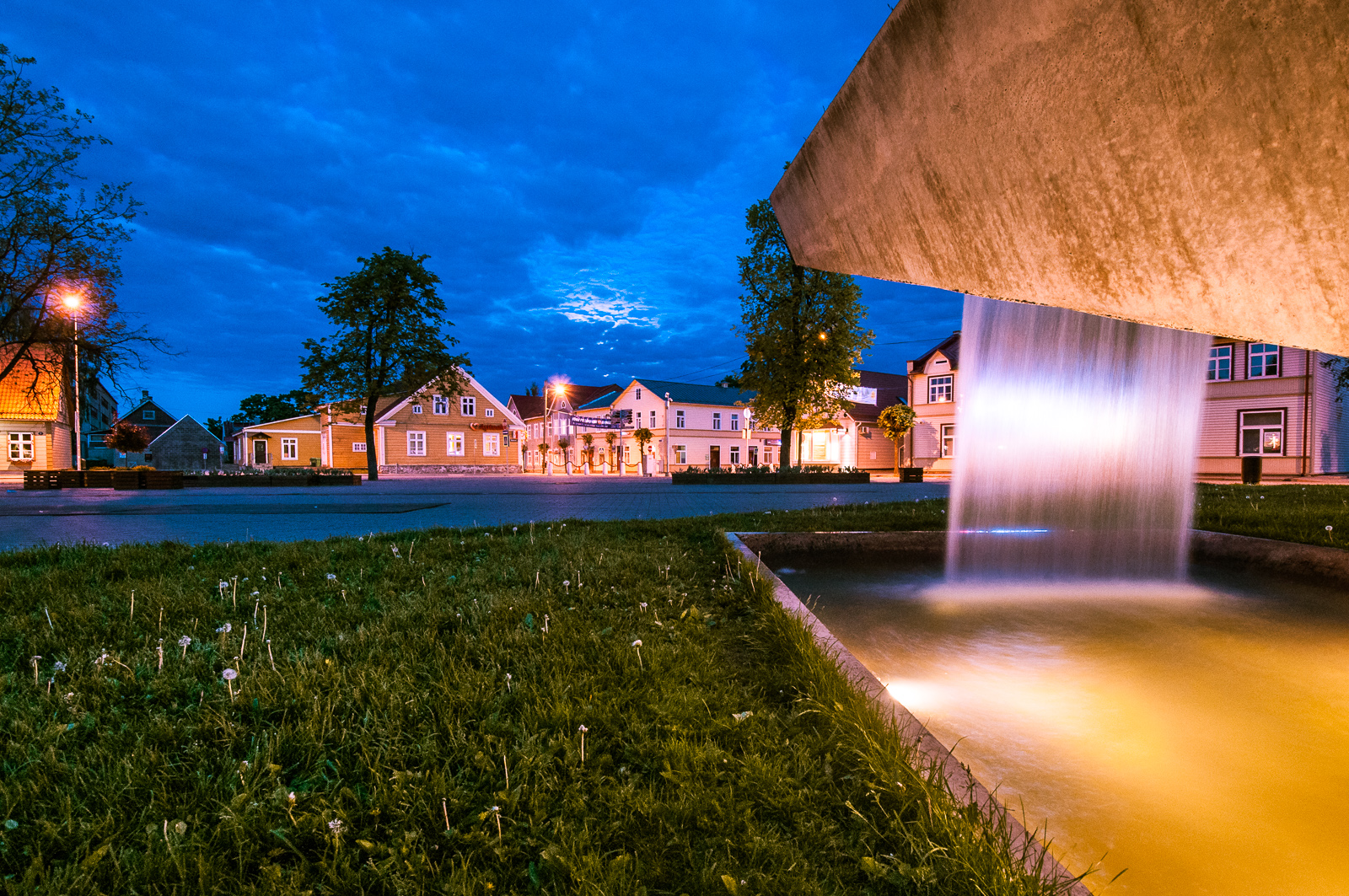
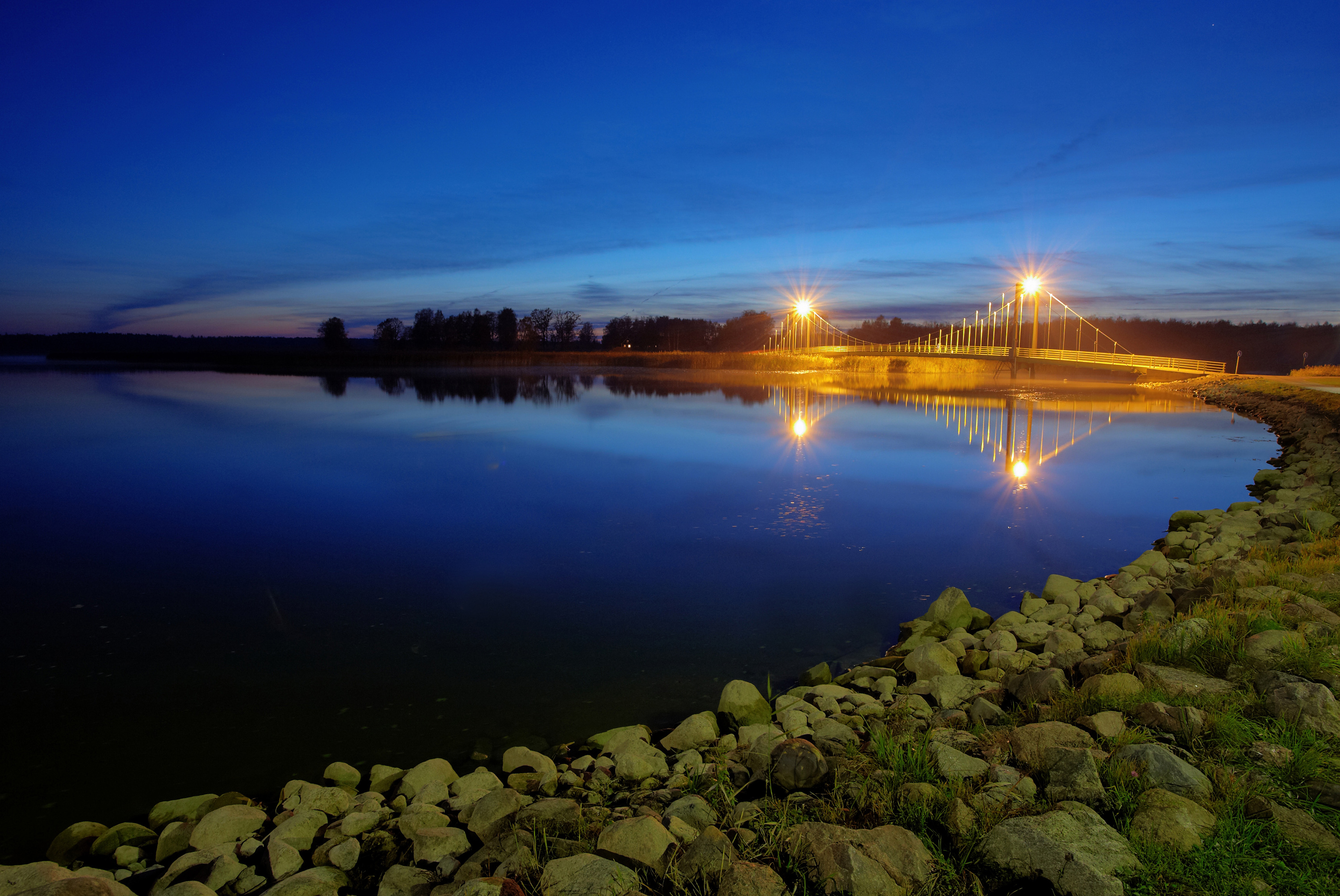
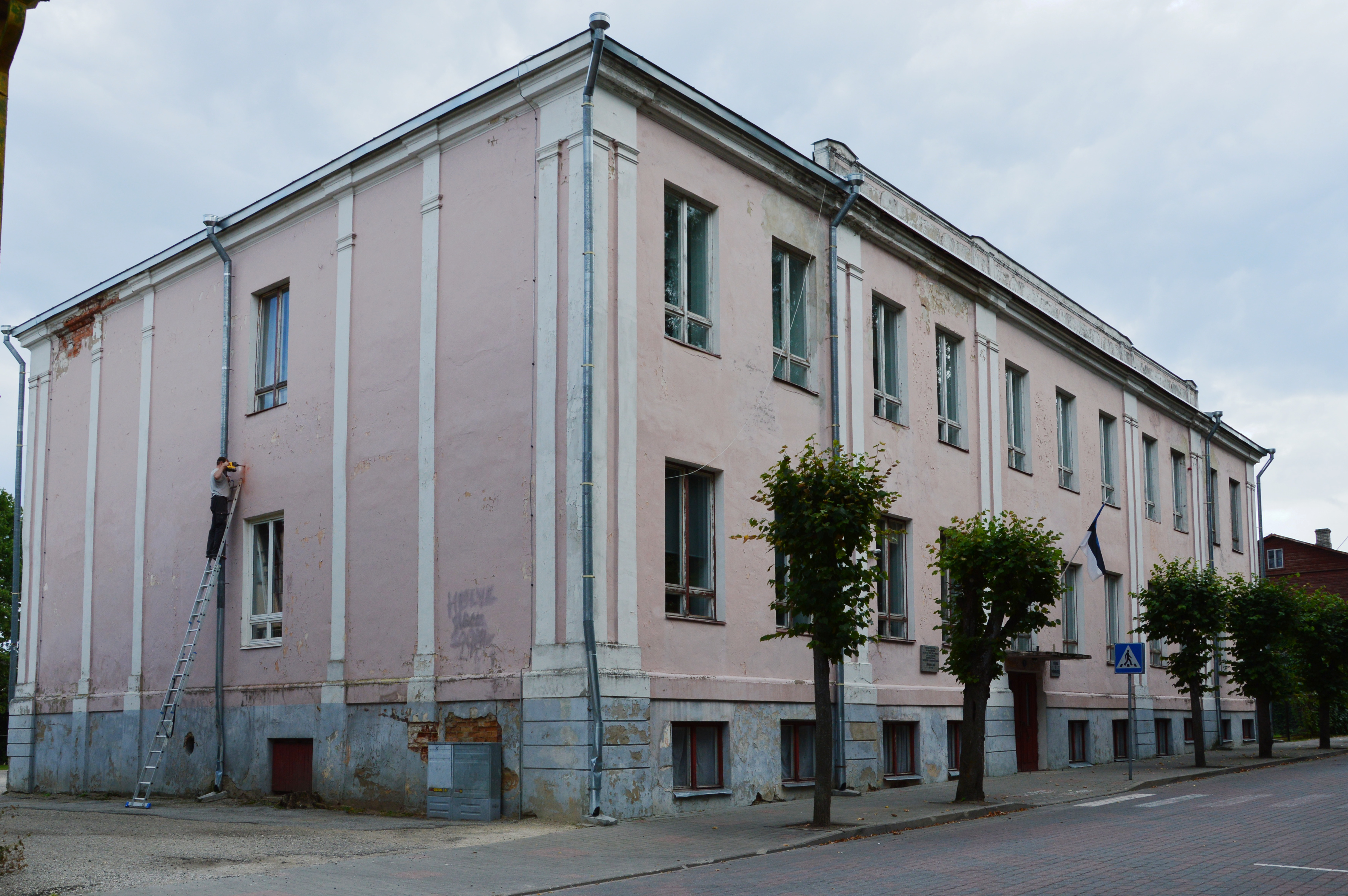